# Жоффруа V Плантагенет
Жоффруа (Готфрид) V Анжуйский, по прозвищу Красивый или Плантагенет (24 августа 1113, Анже — 7 сентября 1151, Шато-дю-Луар) — граф Анжу, Тура и Мэна с 1129 года, граф де Мортен с 1141 года, герцог Нормандии с 1144 года. 
Старший сын Фулька V —  графа Анжу, Тура и Мэна, позднее (с 1127 года) — короля Иерусалимского (по жене).

## Биография
17 июня 1128 года 15-летний Жоффруа женился на Матильде Английской, дочери короля Англии Генриха I, которая была старше его на 11 лет.
В мае 1129 года отец Жоффруа, граф Анжуйский Фульк V (1109—1129), отказавшись от графского титула в его пользу, уехал в Иерусалим, где женился на дочери короля Иерусалима Балдуина II, Мелисенде Иерусалимской; после смерти Балдуина в 1131 году Фульк Анжуйский стал её соправителем.
В 1135 году скончался король Англии Генрих I, объявив своей наследницей старшую дочь Матильду, жену графа Жоффруа. Однако новым королём Англии и герцогом Нормандии был избран граф Стефан Блуаский (1135—1154), сын графа Блуа Этьена II и Аделы Нормандской, племянник Генриха I. Матильда с супругом начали борьбу за власть против нового английского короля.
Жоффруа начал завоевание Нормандского герцогства, предприняв неудачную попытку в 1135 году. В следующем году он начал планомерное подчинение Нормандии, которое продолжалось одиннадцать лет. Жоффруа принёс за Нормандию ленную присягу (оммаж) королю Франции Людовику VI и его преемнику Людовику VII. В 1141 году Жоффруа взял города Кан, Байё, Лизье и Фалез. Авранш пал в 1143 году, а Арк-ла-Батай — в 1146 году.
В 1139 году Матильда при поддержке своих сторонников высадилась в Англии и начала гражданскую войну против Стефана Блуаского (1135—1154). В феврале 1141 года король Стефан Блуаский был взят в плен в битве при Линкольне и заключён в Бристоле. В апреле 1141 года Матильда была официально избрана королевой Англии на церковном синоде в Уинчестере. 1 ноября Матильда освободила Стефана из темницы в обмен на своего сводного брата и главного союзника, графа Роберта Глостерского. В декабре того же года на синоде в Вестминстере Стефан Блуаский вновь был признан королём Англии и повёл успешную борьбу против Матильды и её сторонников. В феврале 1148 года после поражения королева Матильда покинула Англию.
Тем временем, 14 января 1144 года Жоффруа Плантагенет занял Руан, столицу Нормандского герцогства. Летом того же года он принял титул герцога Нормандии.
В 1149 году после пятилетнего правления Жоффруа и его супруга Матильда уступили герцогский престол Нормандии своему старшему сыну Генриху Плантагенету. В 1150 году король Франции Людовик VII официально признал Генриха герцогом Нормандии.
Жоффруа Плантагенет подавил три баронских восстания в Анжу (1129, 1135, 1145—1151). Он враждовал со своим младшим братом Элиасом, графом Мэна, которого заключил в темницу.
В 1153 году был заключён Уоллингфордский договор, завершивший гражданскую войну в Англии. Стефан Блуаский сохранял за собой английский королевский престол вплоть до своей смерти, а его наследником был объявлен Генрих Плантагенет, который после кончины Стефана должен был быть коронован королём Англии.
7 сентября 1151 года 38-летний Жоффруа Плантагенет скоропостижно скончался в Шато-дю-Луар от лихорадки. Его похоронили в кафедральном соборе Ле-Мана в графстве Мэн.
В 1180 году монах Жан Рапико из аббатства Мармутье близ Тура написал его панегирическую латинскую биографию, носящую название «История Жоффруа, герцога нормандцев и графа анжуйцев» (лат. Historia Gaufredi, ducis Normannorum et comitis Andegavorum).

## Семья

### Брак и дети
- Жена: (с 17 июня 1128[1], Ле-Ман) императрица Матильда (1102—1167), вдова германского императора Генриха V, дочь английского короля Генриха I и Матильды Шотландской. Имели 3-х детей:
  1. Генрих Плантагенет (1133—1189), граф Анжуйский, Мэнский и Пуату, герцог Нормандии и Аквитании, король Англии (Генрих II).
  2. Жоффруа VI Анжуйский (1134—1158), граф Анжуйский, Мэнский и Нанта; потомства не оставил.
  3. Гийом Плантагенет (1136—1164), граф Пуату; потомства не оставил.
- Внебрачная связь: Аделаида Анжерская, имели сына:
  1. Гамелин, бастард д’Анжу (ок. 1130—1202), позже принял имя рода жены — де Варенн и стал 5-м графом Суррей и графом де Варенн. От него происходит линия Плантагенет-Варенн.
- Внебрачная связь: с неизвестной или неизвестными, две дочери:
  1. Эмма, бастард д’Анжу;
1-й брак: сир Ги IV (V) де Лаваль[2],
2-й брак: (с 1174) король Гвинеда Давид I ап Оуайн (ок. 1134—1204).
  2. Мария, бастард д’Анжу, монахиня.